# プロレス・ジャパン・エイド2011
プロレス・ジャパン・エイド2011は、2011年2月18日に開催されたチャリティー・プロレス興行である。

## 概要
- 2010年12月24日に大会の開催発表。
- 今回はプロレス復興とチャリティーをテーマに、入場料は完全無料(事前申し込みの招待制)となる。

開催発表の前に、都内各施設へ招待状を配布。招待席だけでほぼ埋まってしまう。
- 選手・各界著名人お宝グッズオークション開催。

出品者:長州力、佐山聡、鈴木みのる、佐々木主浩、ダルビッシュ有、斎藤佑樹、貴乃花親方、白鵬、長島茂雄。

## 試合
| 第1試合 タッグマッチ 20分1本勝負                    |                                           |                                                      |
| ○スーパー・ライダー 斎藤彰文                        | 10分20秒 ジャックナイフ式エビ固め         | ケンドー・ナカザキ× 間下隼人                         |
| 第2試合 リアルジャパンタッグ選手権試合 60分1本勝負  |                                           |                                                      |
| ○タイガー・シャーク ブラック・シャドー （王者組）   | 14分53秒 ランニング・シューティングスター | 石川雄規 山本裕次郎× （挑戦者組）                    |
| 第3試合 6人タッグマッチ 30分1本勝負                 |                                           |                                                      |
| ○鈴木みのる ウルティモ・ドラゴン スーパー・タイガー | 18分3秒 ゴッチ式パイルドライバー          | アレクサンダー大塚' 崔領二 佐藤光留×                 |
| 第4試合 レジェンド選手権 60分1本勝負                |                                           |                                                      |
| ▲長井満也 （王者）                                  | 17分3秒 両者リングアウト                  | 関本大介▲ （挑戦者）                                 |
| 第5試合 メインイベント6人タッグマッチ 60分1本勝負   |                                           |                                                      |
| ○初代タイガーマスク 藤波辰爾 長州力                 | 10分1秒 タイビング・ヘッドバット          | ザ・グレート・サスケ 4代目タイガーマスク グラン浜田× |